# Xã Holland, Quận Missaukee, Michigan
Xã Holland (tiếng Anh: Holland Township) là một xã thuộc quận Missaukee, tiểu bang Michigan, Hoa Kỳ. Năm 2010, dân số của xã này là 248 người.